# Callisia filiformis
Callisia filiformis är en himmelsblomsväxtart som först beskrevs av Martin Martens och Henri Guillaume Galeotti, och fick sitt nu gällande namn av David Richard Hunt. Callisia filiformis ingår i släktet sköldpaddstuvor, och familjen himmelsblomsväxter. Inga underarter finns listade.